# Salcia (okręg Prahova)
Salcia – wieś w Rumunii, w okręgu Prahova, w gminie Salcia. W 2011 roku liczyła 1171 mieszkańców.